# Revbenshuggspindel
Revbenshuggspindel (Haplodrassus dalmatensis) är en spindelart som först beskrevs av Ludwig Carl Christian Koch 1866.  Revbenshuggspindel ingår i släktet Haplodrassus och familjen plattbuksspindlar. Arten är reproducerande i Sverige. Utöver nominatformen finns också underarten H. d. pictus.